# Джин Казама
Джин Казама е един от героите в популярната игра TEKKEN. Той е внук на Хейхачи Мишима и син на Казуя Мишима, а майка му е Джун Казама. Прадядо му е Джинпачи Мишима. Джин се смята за главния герой в TEKKEN 3, TEKKEN 4 (В която споделя главната роля с Казуя Мишима) и TEKKEN 5, Завръща се в TEKKEN 6 като кралят на Желазния Юмрук, победителят на предишния турнир и поема ролята на анти-герой и е ко-главен докато Шведът Ларс Александерсон – чичо на Джин и доведен брат на Казуя, поема ролята на главния герой.
Джин и Хуоаранг са съперници в приятелския смисъл. Хуоаранг е този който приема съперничеството им по-серйозно и постоянно тренира за някой ден да победи срещу Джин защото не е задоволен от постоянни равенства.
В TEKKEN 5, по време на битката им в турнира дяволът се опитва да надделее над Джин и докато Джин е замаян, Хуоаранг нанася финиширащият удар. Тръгвайки си от мача бива пресрещнат от Дявол Джин и се озовава в болницата преди да усети какво е станало.
Бойният стил на Джин когато дебютира в TEKKEN 3 се наричаше Мишима Карате, след като бе предаден от дядо си Хейхачи Мишима - Джин решава да премахне всичко което съдържа Мишима от себе си и започва като спира да използва Мишима Карате и научава Традицйонно Карате в Австралия. Още от ранна възраст Джин бе маркиран от Дявола, създание което съществува в баща му от самото начало намери място и в душата на Джин. Когато Дявола надделее над Джин той се превръща в Дявол Джин, най-силното същество в поредицата.